# Dianeura jacksoni
Dianeura jacksoni és una espècie de lepidòpter zigenoïdeu de la família dels himantoptèrids (Himantopteridae), subfamília Anomoeotinae. És endèmica de l'Illa Manda (Kenya).